# Ludovic al IV-lea, Mare Duce de Hesse
Ludovic al IV-lea (Friedrich Wilhelm Ludwig Karl; 12 septembrie 1837 – 13 martie 1892), a fost al patrulea Mare Duce de Hesse și de Rin, și a domnit din 13 iunie 1877 până la moartea sa. Prin căsătoriile copiilor săi și prin propria sa căsătorie, el s-a înrudit cu familia regală britanică, cu casa imperială a Rusiei și cu alte case regale din Europa.

## Biografie
Ludovic s-a născut la Darmstadt, Germania ca fiul cel mare al Prințului Karl de Hesse și de Rin (23 aprilie 1809 – 20 martie 1877) și al Prințesei Elisabeta a Prusiei  (18 iunie 1815 – 21 martie 1885), nepoata regelui Frederic Wilhelm al II-lea al Prusiei.

### Căsătorie

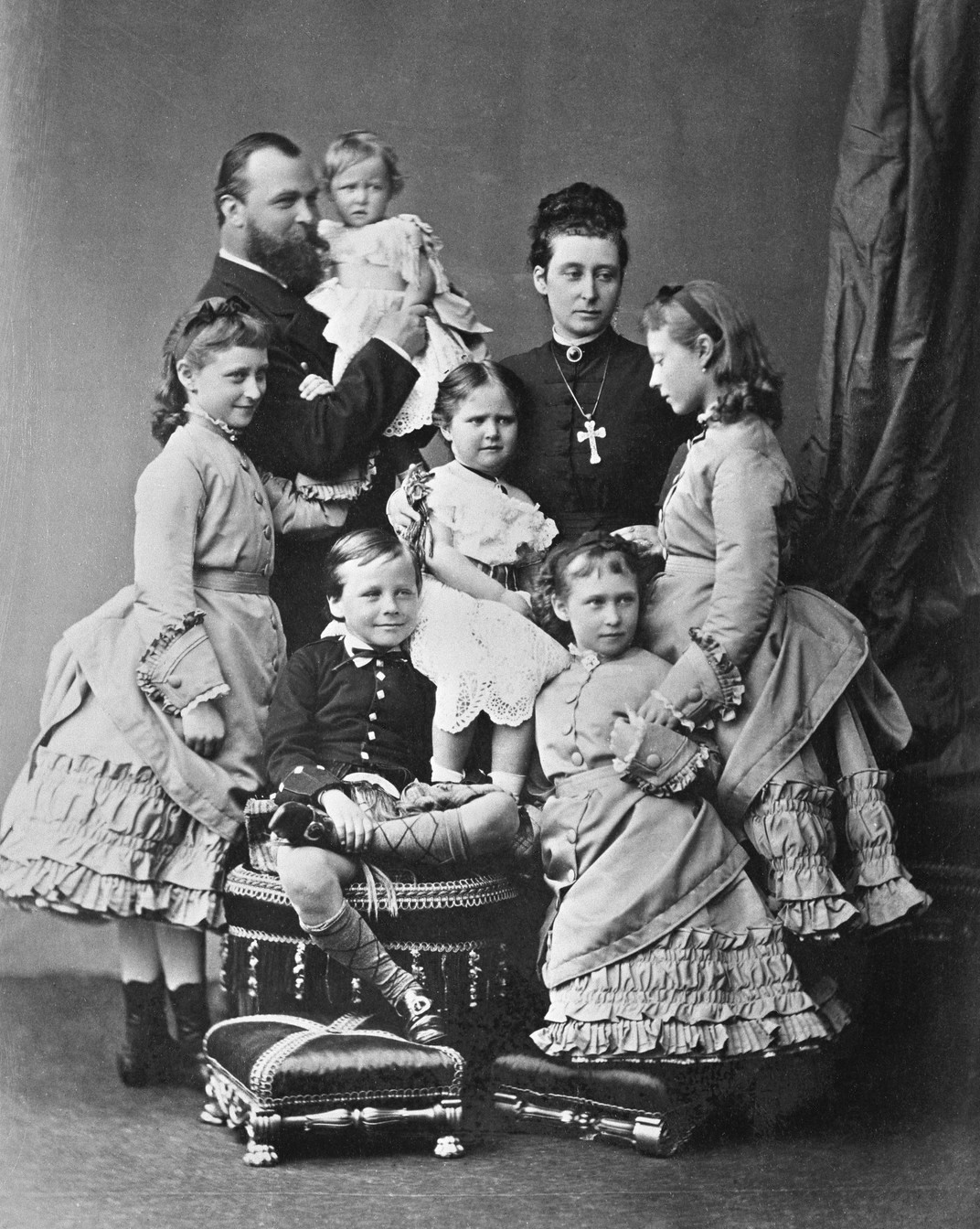
Ludovic și Alice și copiii lor: Maria în brațele Marelui Duce și de la stânga la dreapta Ella, Ernie, Alix, Irene și Victoria.

La Casa Osborne din Isle of Wight, la 1 iulie 1862, Ludovic s-a căsătorit cu Prințesa Alice a Regatului Unit, al treilea copil al reginei Victoria. Regina l-a creat cavaler al Ordinului Jartierei. Ludovic și Alice și-au stabilit reședința la Darmstadt, Hesse. Cuplul a avut șapte copii. Mai târziu s-a aflat că Alice a moștenit de la mama ei gena purtătoare de hemofilie, genă pe care câțiva dintre copii ei au moștenit-o la rândul lor.

### Mare Duce de Hesse și de Rin
La 13 iunie 1877, Prințul Ludovic i-a succedat unchiului său la conducerea Marelui Ducat de Hesse și de Rin iar Prințesa Alice a devenit Mare Ducesă. În noiembrie 1878, Marele Duce și toți copiii în afară de Prințesa Elisabeta, s-au îmbolnăvit de difterie. Elisabeta a fost trimisă să locuiască la rude. Prințesa Maria a murit de această boală. În ciuda avertizărilor de la doctori, Alice și-a îmbrățișat și și-a sărutat fiul supraviețuitor când i-a spus de moartea Mariei. Epuizată după ce și-a îngrijit familia în timpul bolii, Alice a cedat bolii și a murit la noul palat din Darmstadt la 14 decembrie 1878, la vârsta de 35 de ani.

### A doua căsătorie
La 30 aprilie 1884, la Darmstadt, Ludovic a făcut o căsătorie morganatică cu Alexandrina Hutten-Czapska (3 septembrie 1854 – 8 mai 1941). Noua soție a primit titlul de contesă von Romrod. Căsătoria, care a provocat o mare îngrijorare în interiorul familiei, a fost anulată după un an.

### Deces
Marele Duce Ludovic al IV-lea a murit la 13 martie 1892 și a fost succedat de fiul său, Ernest Louis. Corpul său a fost îngropat la Rosenhöhe, mausoleul casei ducale de Hesse situat în afara Darmstadt.
1. ↑  „Ludovic al IV-lea, Mare Duce de Hesse”, Gemeinsame Normdatei, accesat în 31 decembrie 2014
2. ↑  „Ludovic al IV-lea, Mare Duce de Hesse”, Gemeinsame Normdatei, accesat în 31 martie 2015